# 잃어버린 사진
잃어버린 사진(L'image manquante, The Missing Picture)은 프랑스에서 제작된 리티 판 감독의 2013년 다큐멘터리 영화이다.
크메르 루주에 관해 다루었다. 2013년 칸 영화제의 주목할 만한 시선에서 상영되어 우승했다.

## 출연
- Randal Douc - 해설자 (오리지널 프랑스어판)
- Jean-Baptiste Phou (영어판)